# Hinterhuberinae
Hinterhuberinae es una subtribu de plantas de la subfamilia Asteroideae dentro de las asteráceas.

## Descripción
Las especies de esta subtribu son hierbas o arbustos con ciclo de vida perenne. Las hojas a lo largo del tallo están dispuestas de una manera alterna (opuesta en Pteronia y en Olearia ) en la lámina  algunas tienen la superficie de resina y otras glandulosas. Las flores son casi siempre dispuestas en corimbos. Las cabezas de las flores constan de un pedúnculo que soporta una carcasa compuesta de diferentes escalas  que sirven como protección para los receptáculos en forma  plano-convexos, con o sin escamas, en la que se encuentran dos tipos de flores: las flores externas liguladas, dispuestos en serie 1-3 con pétalos de varios tipos y las flores interiores tubulares y hermafroditas (o funcionalmente masculinas).  Los frutos son aquenios con muchos nervios o (menos comúnmente) con 2 nervios comprimidos y son generalmente glandulares.

## Distribución
El hábitat es variado y depende del clima en que se encuentra la especie en cuestión (tropical o subtropical). Las especies de este grupo en su mayoría viven en áreas del Hemisferio Sur y de Centroamérica.

## Géneros
La subtribu comprende 33 géneros con unas 400 especies.
- Achnophora F. Muell., 1883 (1 sp. = Achnophora tatei F. Muell. )
- Aylacophora Cabrera, 1953 (1 sp. =  Aylacophora deserticola Cabrera)
- Aztecaster G.L. Nesom, 1993 (2 spp.)
- Blakiella Cuatrec., 1969 (1 sp. = Blakiella bartsiifolia (S.F. Blake) Cuatrec.)
- Celmisia Cass., 1825 (ca. 60 spp.)
- Chiliophyllum Phil., 1836 (3 spp.)
- Chiliotrichiopsis Cabrera, 1937 (3 spp.)
- Chiliotrichum Cass., 1817 (2 spp.)
- Damnamenia D.R. Given, 1973 (1 sp. = Damnamenia vernicosa (Hook. f.) D.R. Given)
- Diplostephium Kunth in H.B.K., 1818 (55 spp.)
- Floscaldasia Cuatrec., 1969 (2 spp.)
- Flosmutisia Cuatrec., 1986 (1 sp. = Flosmutisia paramicola Cuatrec.)
- Guynesomia Bonifacino & Sancho, 2004 (1 sp. = Guynesomia scoparia (Phil.) Bonifacino & Sancho)
- Hinterhubera Sch. Bip. ex Wedd., 1857 (8 spp.)
- Laestadia Kunth ex Less., 1832 (6 spp.)
- Lepidophyllum Cass., 1816 (2 sp.)
- Linochilus Benth. (60 spp.)
- Llerasia Triana, 1858 (10 spp.)
- Madagaster G.L. Nesom, 1993 (5 spp.)
- Mairia Nees, 1832 (3 spp.)
- Nardophyllum (Hook. & Arn.) Hook. & Arn., 1836
- Novenia S.E. Freire, 1986 (1 sp. = Novenia acaulis (Wedd. ex Benth. in Benth. & Hook. f.) S.E. Freire & F. Hellw.)
- Olearia Moench, 1802 (ca. 180 spp.)
- Oritrophium (Kunth) Cuatrec., 1961 (ca. 21 spp.)
- Pachystegia Cheeseman, 1925 (3 sp.)
- Pacifigeron G.L. Nesom, 1994 (1 sp. = Pacifigeron rapensis (F. Br.) G.L. Nesom
- Paleaepappus Cabrera, 1969 (1 sp. = Paleaepappus patagonicus Cabrera
- Parastrephia Nutt., 1841 (3 spp.)
- Pleurophyllum Hook. f., 1844 (3 spp.)
- Printzia Cass., 1825 (6 spp.)
- Pteronia L., 1763 (ca. 80 spp.)
- Remya W. Hillebrand ex Benth. in Benth. & Hook. f., 1873 (3 spp.)
- Rochonia DC., 1836 (4 spp.)
- Westoniella Cuatrec., 1977 (6 spp.)

## Filogénesis
Actualmente la subtribu se divide en los siguientes grupos de géneros:

| Grupo         | Género | Distribución                                   |
| ------------- | --- | ---------------------------------------------- |
| Celmisia      | Achnophora Celmisia Damnamenia Olearia Pachystegia Pacifigeron Pleurophyllum                                                                  | Australia, Nueva Zelanda y Oceanía             |
| Chiliotrichum | Aylacophora Chiliophyllum Chiliotrichiopsis Chiliotrichum Diplostephium Lepidophyllum Llerasia Nardophyllum Oritrophium Paleaepappus Pteronia | América Meridional (y en parte África del Sur) |
| Hinterhubera  | Aztecaster Floscaldasia Flosmutisia Hinterhubera Parastrephia Westoniella                                                                     | América Central y Meridional                   |
| Madagaster    | Madagaster Mairia Rochonia | África Meridional                              |
| Novenia       | Novenia | América meridional                             |
| Olearia       | Olearia | Australia                                      |
| Remya         | Remya | Hawái                                          |
| No asignado   | Blakiella Guynesomia Printzia |                                                |

## Algunas especies

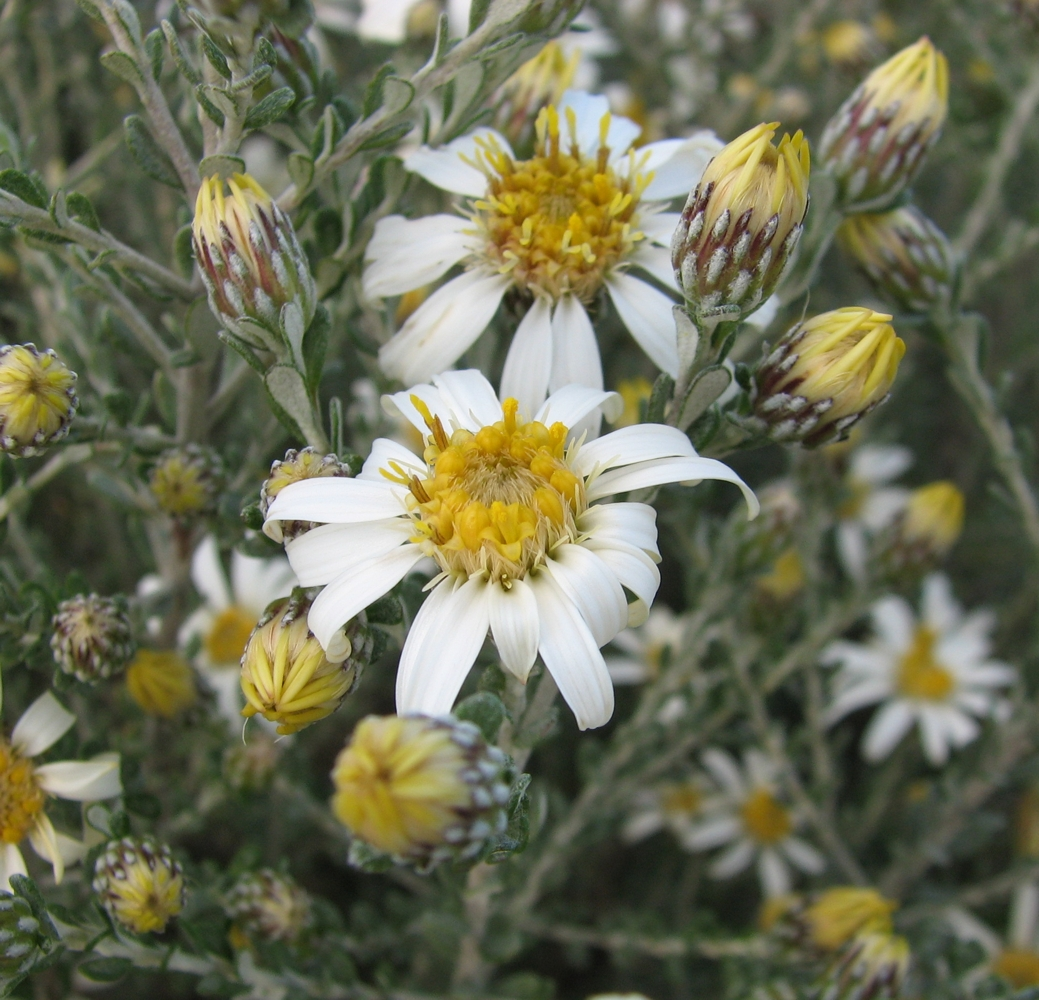
Olearia pimeleoides
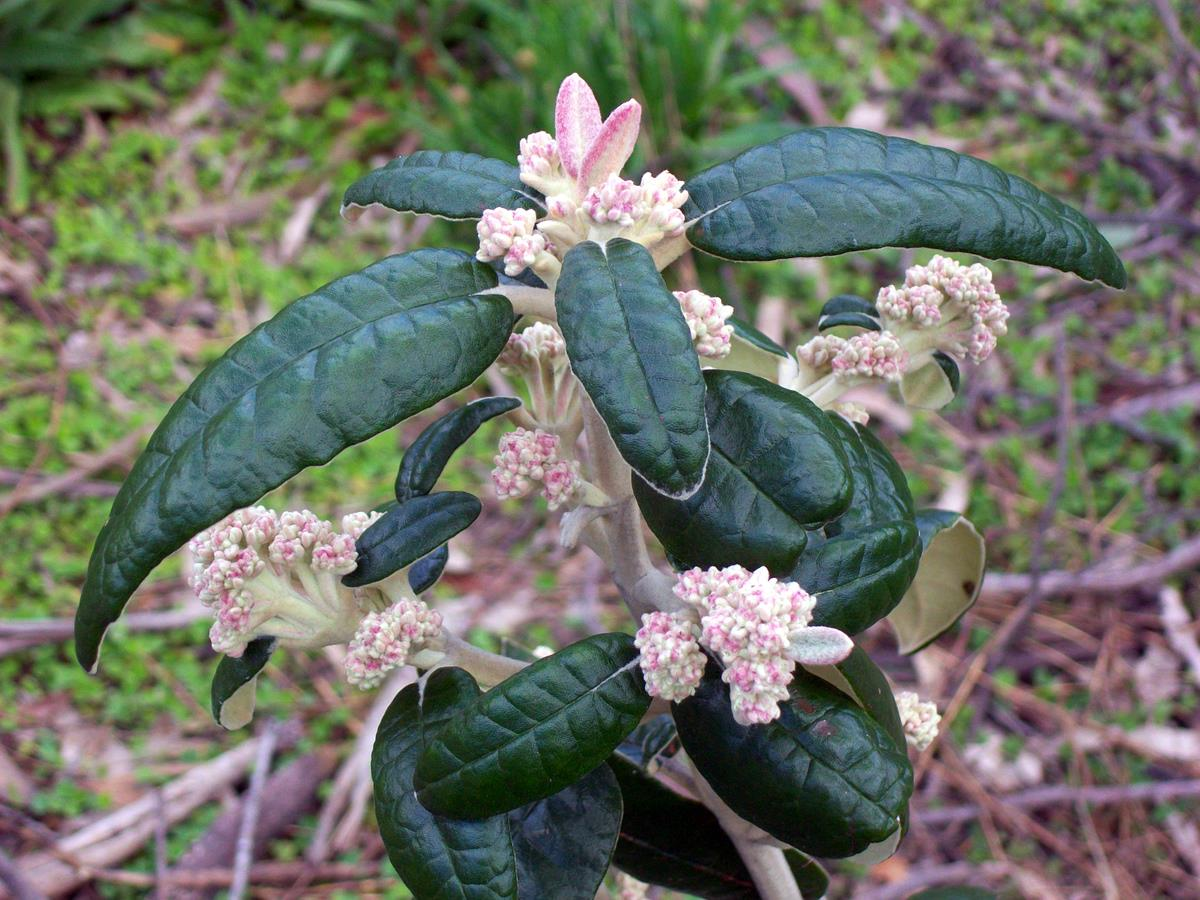
Olearia covenyi
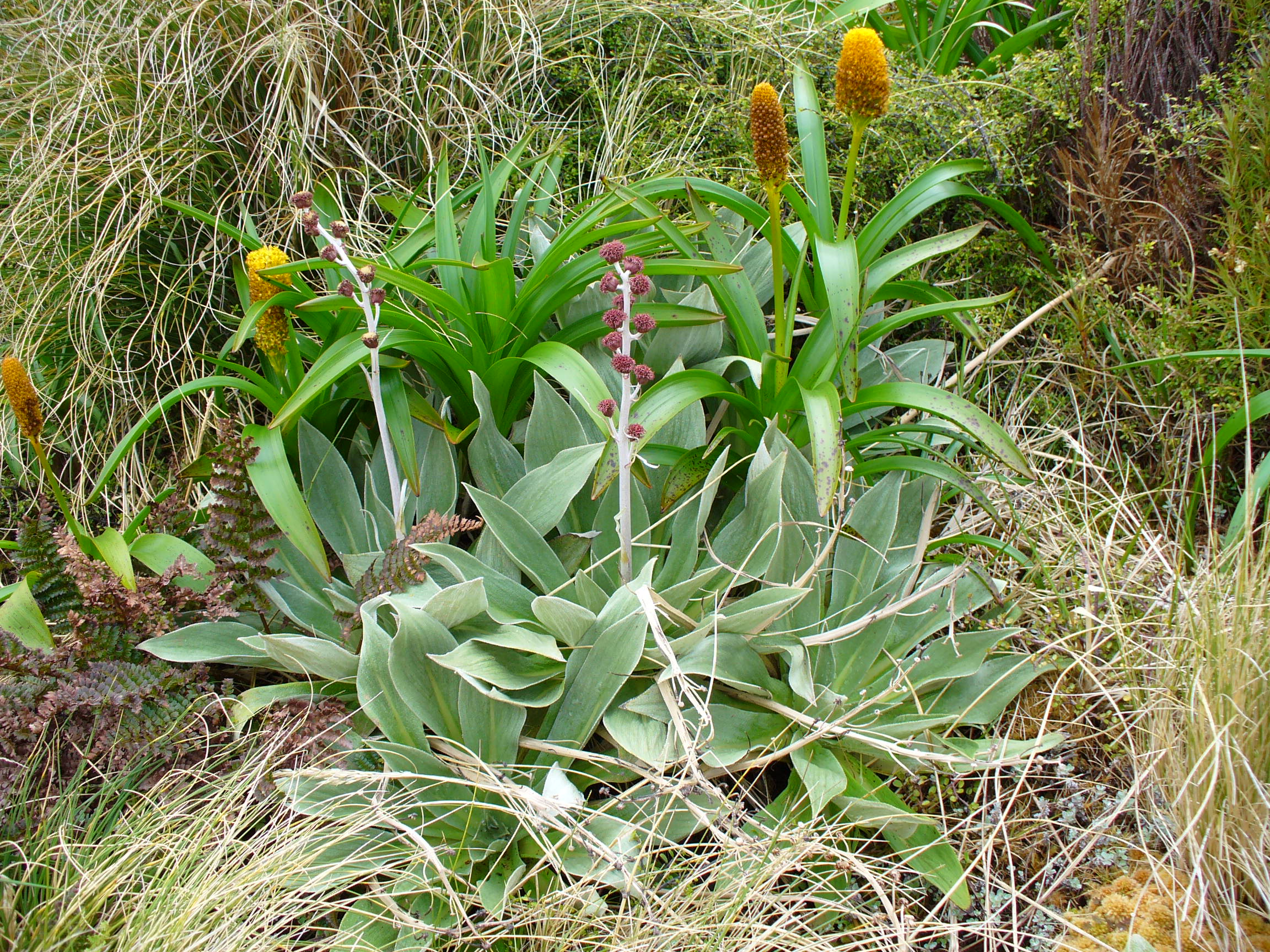
Pleurophyllum hookeri
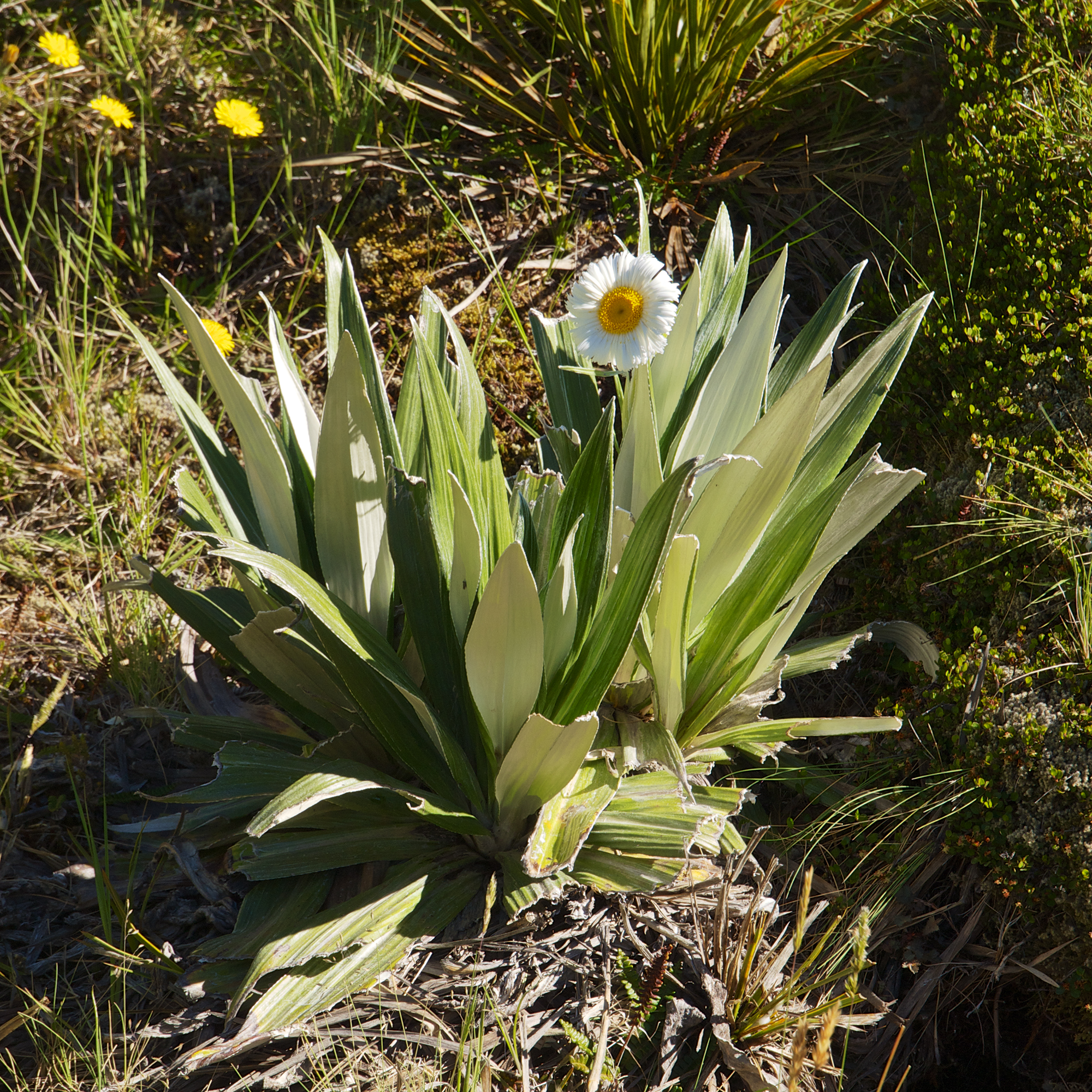
Celmisia semicordata
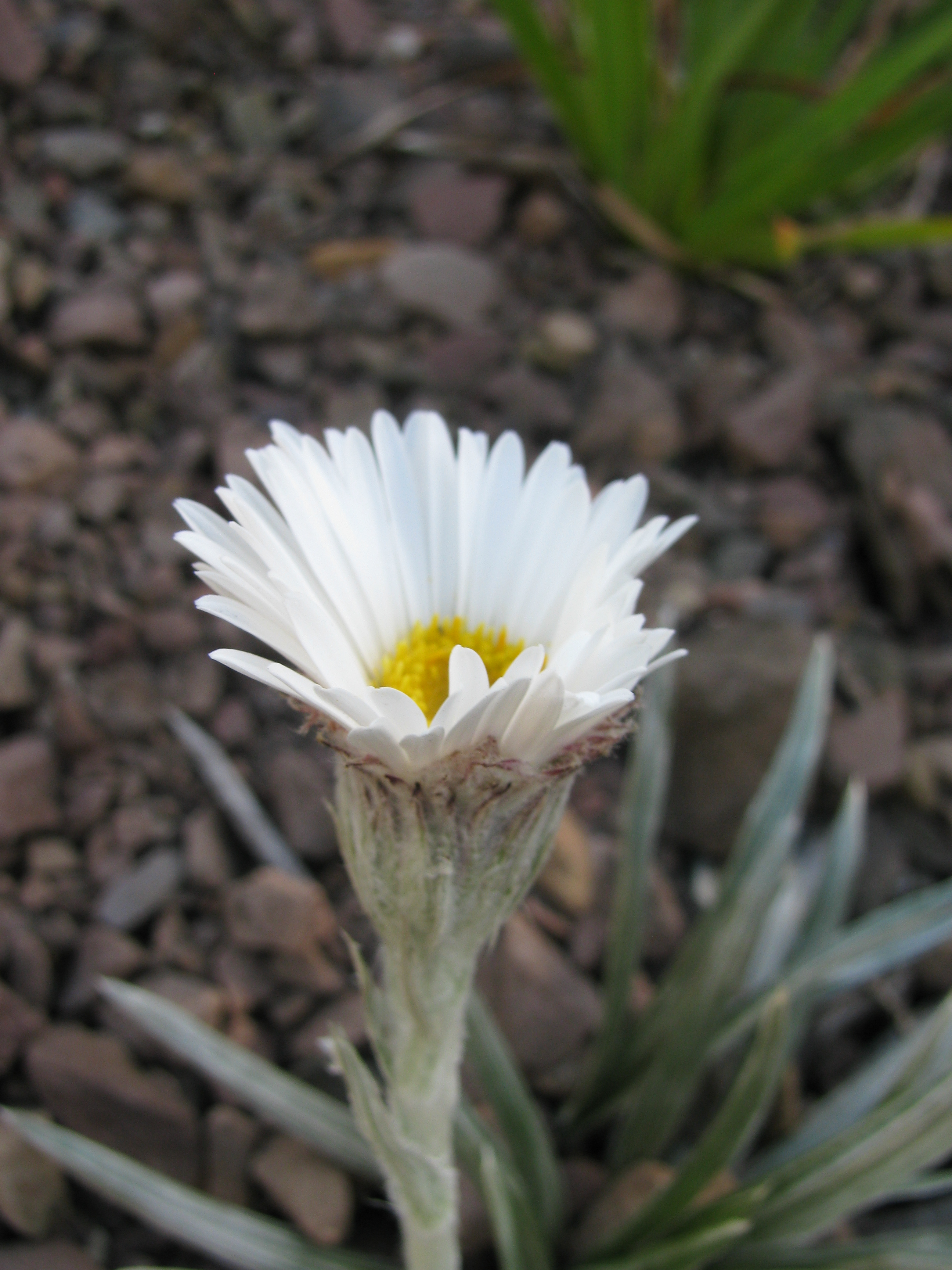
Celmisia asteliifolia
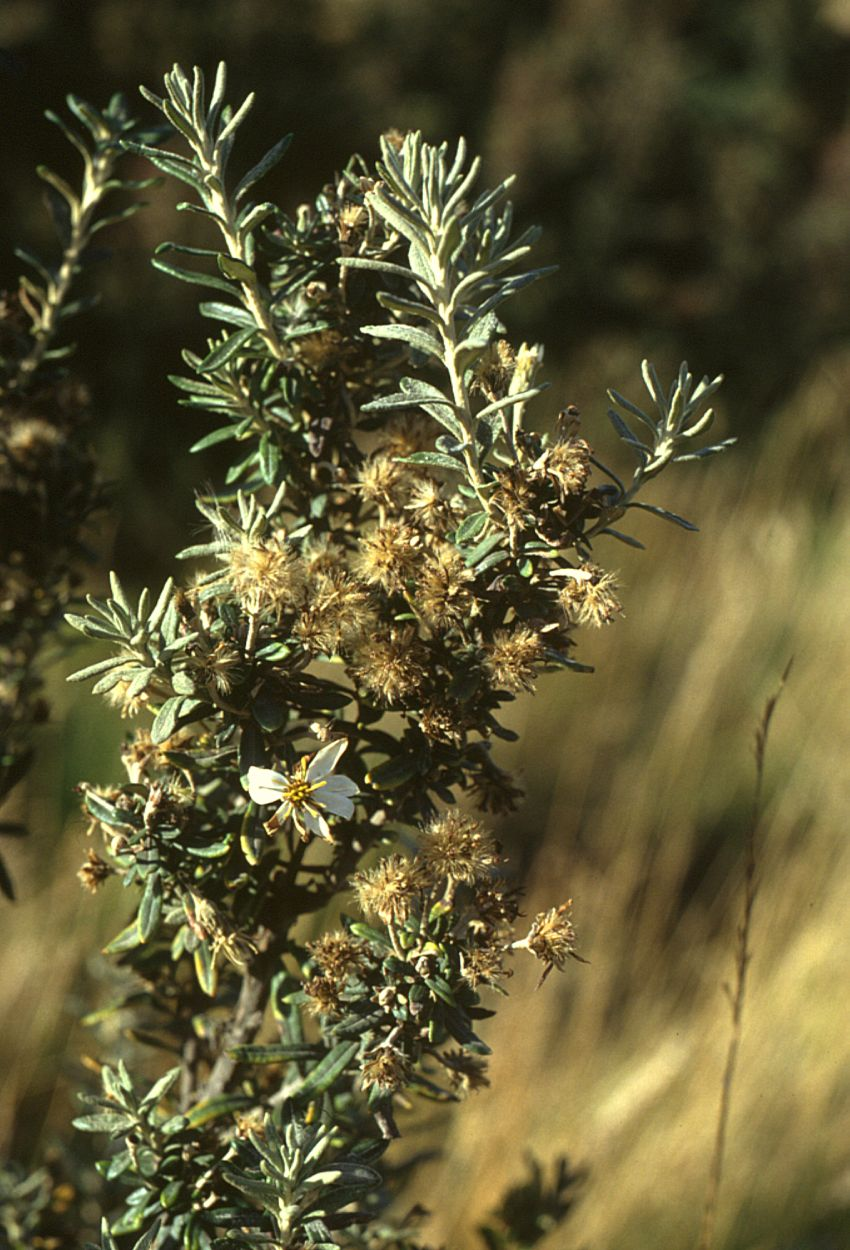
Chiliotrichum diffusum
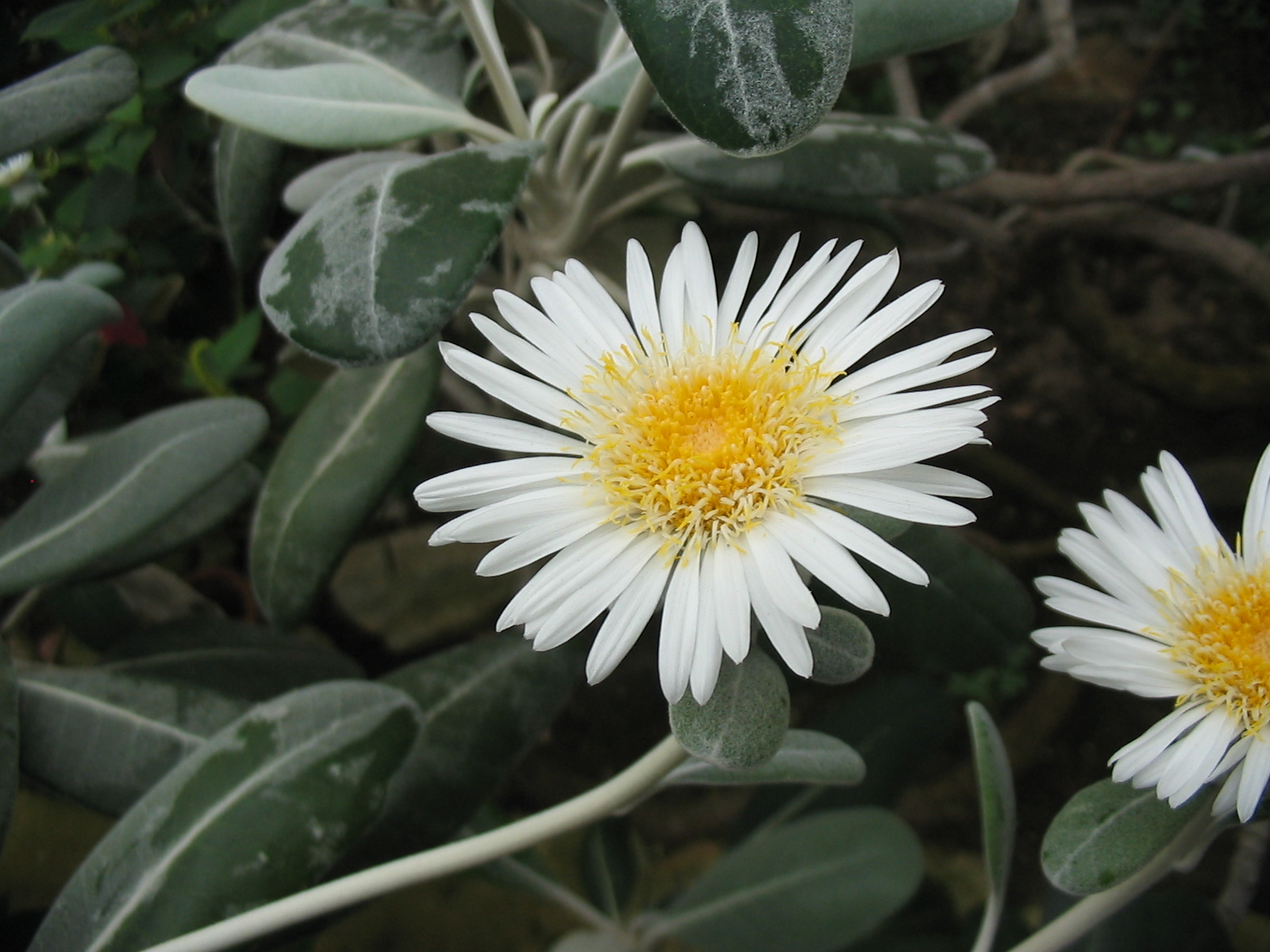
Pachystegia insignis
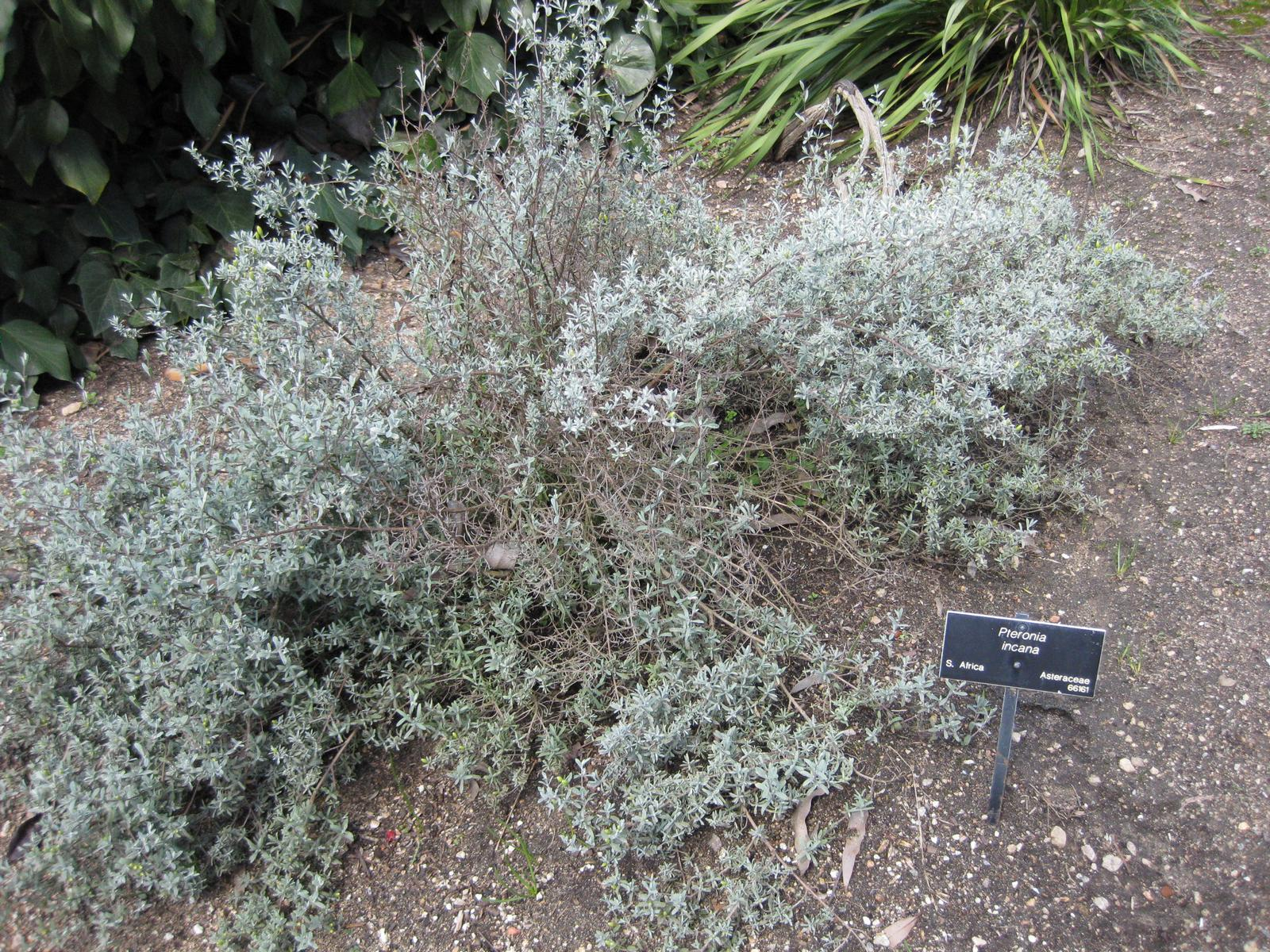
Pteronia incana